# Etienne Bobenrieth
Etienne André Bobenrieth Cañas (Santiago de Chile, Chile; 21 de septiembre de 1982) es un actor chileno de televisión, teatro y cine. Reconocido por su actuación en las teleseries Perdona nuestros pecados, Isla paraíso y Pobre novio.

## Biografía
Forma parte de la compañía teatral «Teatro y su Doble» comandada por la actriz, Aline Kuppenheim, especializados en montar obras teatrales para público adulto con el uso de marionetas.
Su primer paso por la televisión se da al realizar una participación especial en la teleserie nocturna de Chilevisión, La sexóloga. Pero no es hasta el año 2015 donde debuta oficialmente en el género del melodrama, en la teleserie de Mega, Eres mi tesoro, en la que interpretó a Ricardo «Richi» Pizarro, hermano del personaje de Dayana Amigo y compartiendo rol con Constanza Araya.
El 2017 y 2018 participa en Perdona nuestros pecados, que significa su ingreso oficial a las telenovelas nocturnas, además de interpretar a Camilo Corcuera, uno de los roles centrales de la teleserie. Posteriormente, se suma al elenco de la teleserie vespertina; Isla Paraíso. 
En 2020, debuta como animador en el programa cultural Disfruta la ruta.
En 2021 realiza su primer protagónico en las telenovelas de Mega en la vespertina Pobre novio.

## Vida privada
Fue pareja de Elisa Zulueta, durante su permanencia en la escuela de teatro. 
Posteriormente, fue pareja de la también actriz, Emilia Noguera, con quien tiene dos hijas. En agosto de 2021, el actor anunció que se habían separado.

## Filmografía

### Telenovelas
| Teleserie | Teleserie                | Teleserie               |
| Año       | Título                   | Papel                   |
| --------- | ------------------------ | ----------------------- |
| 2012      | La sexóloga              | Nelson                  |
| 2015      | Eres mi tesoro           | Richard 'Richi' Pizarro |
| 2016      | Te doy la vida           | Samuel Garrido          |
| 2017-2018 | Perdona nuestros pecados | Camilo Corcuera         |
| 2018-2019 | Isla Paraíso             | Pablo Toro              |
| 2021      | Pobre novio              | Santiago García         |
| 2023-2024 | Juego de ilusiones       | Rubén Lara              |

### Series y unitarios
| Serie | Serie                  | Serie |
| Año   | Título                 | Papel |
| ----- | ---------------------- | ----- |
| 2005  | La vida es una lotería | Rafa  |

### Cine
| Película | Película            | Película      | Película        |
| Año      | Título              | Papel         | Género          |
| -------- | ------------------- | ------------- | --------------- |
| 2004     | El roto             | Pata de jaiba | Drama           |
| 2014     | No soy Lorena       | Juan          | Drama. Thriller |
| 2015     | La memoria del agua | Hernán        | Drama           |

### Videos musicales
| Videos | Videos      | Videos                                          | Videos |
| Año    | Título      | Artista                                         |        |
| ------ | ----------- | ----------------------------------------------- | ------ |
| 2020   | «Rico rico» | Moral Distraída, Denise Rosenthal y Los Vásquez |        |
| 2022   | Amado mío   | María José Quintanilla                          |        |